# Американская готика (фильм)
«Американская готика» (англ. American Gothic) — британо-канадский слэшер 1987 года режиссёра Джона Хафа.

## Сюжет
Синтия травмирована смертью своего ребёнка после того, как оставила его в ванне, где он случайно утонул. Она и пятеро её друзей, Джефф, Роб, Линн, Пол и Терри, решили поехать в отпуск. Они садятся на самолёт, но из-за проблем с двигателем и вынуждены посадить его на ближайшем острове. Шестеро разбили лагерь, и на следующее утро Пол остался в лагере, в то время как остальные отправились на поиски помощи. Они натыкаются на большой коттедж, расположенный посреди леса.
Войдя в коттедж и немного пошалив, они встречают хозяев, пожилую супружескую пару, носящую простые имена Ма и Па. Группа друзей приглашается провести ночь. За ужином Линн начинает курить, Па ругает её и требует, чтобы она курила на улице. Позже Линн и Синтия обнаруживают, что у Ма и Па есть ребёнок, Фанни, которая больше похожа на женщину средних лет, но утверждает, что ей 12 лет.
Ночь проходит, и на следующее утро Роб идёт на прогулку и обнаруживает, что Фанни качает своего брата Вуди на самодельных качелях. Роб соглашается прокатиться и сам, но когда Фанни его сильно раскачивает, Вуди взбирается на вершину и перерубает веревку, отправив Роба вниз по скалистому утесу навстречу своей смерти. Группа узнает о смерти Роба и оплакивает его потерю. Позже Линн и Синтия выходят на улицу, и Линн говорит о том, что эта семья — кучка уродов, Фанни всё это слышит. Синтия замечает её после того, как Линн уходит и утешает Фанни, и неохотно соглашается сыграть с ней. Фанни показывает Синтии своего ребёнка, который, как ей кажется, всего лишь кукла, но оказывается, что это останки младенца. Синтия также знакомится с другим братом, Тедди, и Фанни объясняет ему, что Синтия — её подруга. Тем временем Линн натыкается на Вуди, Тедди и Фанни, играющих в скакалку в лесу. После того, как Линн оскорбляет их, она подвергается нападению всех троих.
Синтия рассказывает Джеффу о мумифицированном младенце. Джефф пытается утешить Синтию, и они целуются. Фанни, которая хочет, чтобы Джефф принадлежал ей, видит это и начинает ревновать. Она убивает Джеффа, ударив его в глаз острием статуи рыцаря. испуганная Синтия бежит к Ма, но та наоборот нападает на неё, говоря, что они все злые люди. Синтия убегает, а Ма добивает Джеффа своими спицами. Синтия бежит в лес, где находит труп Линн, висящий на дереве, и испуганную Терри. Синтия объясняет всё Терри и узнает, что Пол и самолёт пропали. Вуди и Тедди находят девочек и преследуют их в лесу. Терри и Синтия берут Фанни в заложницы, угрожая убить её пистолетом. Они показывают Фанни Ма и Па и требуют их помощи, чтобы выбраться с острова. Чтобы спасти свою дочь, папа говорит девочкам, где находится лодка. Он ведет их к маленькой рыбацкой лодке, где лежит труп Пола с топором, воткнутым в его череп. Синтия и Терри убегают, а Тедди и Вуди поджигают тело Пола.
Наступает ночь, и Терри с Синтией проводят её в дупле дерева. Терри и Синтия бегут обратно в коттедж, чтобы найти приёмник, но на них нападают Вуди и Тедди. Тедди преследует Терри в лесу, а Фанни играет с Синтией. Тедди ловит Терри и ломает ей шею, он насилует труп Терри, это видит Вуди и спешит вс рассказать родителям. Тедди получает взбучку, Синтия же в ужасе наблюдает за происходящим. Синтия в конце концов становится одним из членов семьи, празднуя день рождения Фанни и одеваясь в розовое платье, точь-в-точь как у именинницы. Однако воспоминания о том, как её ребёнок утонул, всплывают, когда Фанни понарошку купает своего ребёнка. Синтия, обезумев, забивает Фанни до смерти металлическим корытом. Затем она убивает Вуди остриём фигурки. Затем она закалывает до смерти Ма её спицами. Тедди она убивает серпом. Па обнаруживает, что его семья мертва, выходит на улицу и молится, тем временем Синтия стреляет ему из дробовика в спину. Фильм заканчивается, когда Синтия поднимается наверх, садится в комнате Фанни и начинает медленно раскачивать колыбель, напевая песенку.

## В ролях
- Род Стайгер — Па
- Ивонн Де Карло — Ма
- Сара Торгов — Синтия
- Джанет Райт[англ.] — Фанни
- Майкл Дж. Поллард — Вуди
- Уильям Хуткинс[англ.] — Тедди
- Марк Эриксон — Джефф
- Кэролайн Баркли — Терри
- Марк Линдсей Чепмен — Роб
- Фиона Хатчинсон[англ.] — Линн
- Стивен Шеллен[англ.] — Пол

## Производство
Съёмки фильма проходили в 1986-1987 годах на Боуэн-Айленде близ Ванкувера, Британская Колумбия, Канада.

## Релиз
«Американская готика» была выпущена в прокат в Великобритании 17 августа 1987 года. В США премьера состоялась 20 мая 1988 года.
На VHS и Betamax фильм была выпущен компанией Vidmark Entertainment 7 сентября 1988 года. Фильм также был выпущен на VHS компанией Virgin под названием «Прячься и кричи» (англ. Hide and Shriek).
Впервые он был выпущен на DVD компанией Trinity Home Entertainment 28 сентября 2004 года. Он был переиздан компанией Stax Entertainment в Великобритании 27 марта 2006 года, в усеченном виде, продолжительностью 85 минут. Компания E1 Entertainment выпустила фильм на DVD в Канаде 14 октября 2008 года. Компания Shout! Factory впервые выпустила фильм на Blu-ray 19 декабря 2017 года.

## Критика
Кэрин Джеймс из The New York Times дала фильму отрицательный отзыв, заявив, что фильм «представляет собой скорее абсурдную комедию, чем фильм ужасов». Автор и кинокритик Леонард Малтин присудил фильму свой самый низкий рейтинг BOMB, написав: «Фильм переполнен отвратительными персонажами; даже Стайгер не помог ему». В справочнике VideoHound's Golden Movie Retriever у фильма также самый низкий рейтинг с пометкой «отупляющий карьерный минимумом для всех участников».
Критик New York Daily News отметил, что, хотя сюжет «скудный», фильм «проходит сквозь полосу действительно сумасшедших сюрпризов… Род Стайгер и Ивонн Де Карло просто развлекаются в самых позорных ролях своей и без того пёстрой карьеры». TV Guide присудил фильму две звезды из пяти, написав: «Несмотря на довольно банальный сюжет, в котором собрано всё, от „Психо“ до „Самой опасной игры“, эта канадская попытка даже интересна. Игра Стайгера и Торгов являются наиболее примечательными аспектами фильма. Библейская проповедь Стайгера превосходна, учитывая слабость материала в целом. Роль Торгов написана лучше, и она извлекает из неё максимум пользы, позволяя нам увидеть безумие в её глазах лучше, чем у кого-либо со времён Барбары Стил».